# Conchidium muscicola
Conchidium muscicola là một loài thực vật có hoa trong họ Lan. Loài này được (Lindl.) Rauschert mô tả khoa học đầu tiên năm 1983.